# Liga Leumit 1980-1981 (pallacanestro)
La Liga Leumit 1980-1981 è stata la 27ª edizione del massimo campionato israeliano di pallacanestro maschile. La vittoria finale è stata ad appannaggio del Maccabi Tel Aviv.

## Regular season
|  |     | Squadra            | G  | V  | P  | PF   | PS   | PF/PS | Pt |
|  | --- | ------------------ | -- | -- | -- | ---- | ---- | ----- | -- |
|  | 1.  | Maccabi Tel Aviv   | 22 | 22 | 0  | 2180 | 1732 | +448  | 44 |
|  | 2.  | Hapoel Ramat Gan   | 22 | 19 | 3  | 2164 | 1788 | +376  | 41 |
|  | 3.  | Hapoel Afula       | 22 | 16 | 6  | 1876 | 1709 | +167  | 38 |
|  | 4.  | Hapoel Galil Elyon | 22 | 15 | 7  | 1735 | 1577 | +158  | 37 |
|  | 5.  | Hapoel Tel Aviv    | 22 | 15 | 7  | 1927 | 1777 | +150  | 37 |
|  | 6.  | Hapoel Haifa       | 22 | 10 | 12 | 1885 | 1860 | +25   | 32 |
|  | 7.  | Hapoel Gan Shmuel  | 22 | 9  | 13 | 1752 | 1840 | -81   | 31 |
|  | 8.  | Hapoel Holon       | 22 | 8  | 14 | 1707 | 1830 | -123  | 30 |
|  | 9.  | Beitar Tel Aviv    | 22 | 7  | 15 | 1662 | 1760 | -98   | 29 |
|  | 10. | Maccabi Haifa      | 22 | 7  | 15 | 1879 | 2124 | -245  | 29 |
|  | 11. | Maccabi Ramat Gan  | 22 | 4  | 18 | 1698 | 1960 | -262  | 26 |
|  | 12. | Elitzur Tel Aviv   | 22 | 0  | 22 | 1642 | 2150 | -508  | 22 |

## Squadra vincitrice
|    | Naz.                                        | Ruolo | Sportivo          | Anno | Alt. |  |  |
| -- | ------------------------------------------- | ----- | ----------------- | ---- | ---- |  |  |
| 4  | Israele (bandiera)                          | A     | Hanan Dobrish     |      |      |  |  |
| 5  | Israele (bandiera)                          | P     | Shmuel Zisman     | 1957 | 180  |  |  |
| 6  | Israele (bandiera)                          | C     | Amnon Jarah       |      |      |  |  |
| 7  | Israele (bandiera)                          | P     | Motti Aroesti     | 1954 | 187  |  |  |
| 8  | Israele (bandiera)                          | G     | Hanan Keren       | 1952 | 190  |  |  |
| 9  | Israele (bandiera)                          | G     | Miki Berkovich    | 1954 | 192  |  |  |
| 10 | Stati Uniti (bandiera) · Israele (bandiera) | C     | Aulcie Perry      | 1950 | 208  |  |  |
| 11 | Israele (bandiera)                          | A     | Shuki Schwartz    | 1954 | 198  |  |  |
| 12 | Stati Uniti (bandiera) · Israele (bandiera) | AG    | Lou Silver        | 1953 | 203  |  |  |
| 13 | Stati Uniti (bandiera)                      | AC    | Earl Williams     | 1951 | 201  |  |  |
| 14 | Stati Uniti (bandiera)                      | AG    | Jim Boatwright    | 1951 | 203  |  |  |
| 15 | Israele (bandiera)                          | A     | Moshe Hershkowitz | 1962 | 198  |  |  |
|    | Stati Uniti (bandiera)                      | ALL   | Rudy D'Amico      |      |      |  |  |